# 沙田新市鎮
沙田新市鎮（英語：Sha Tin New Town）是香港新市鎮之一，位於香港新界沙田區。自1980年代起發展帶擴展至馬鞍山。
沙田新市鎮在差餉、公共房屋編配（擴展市區）、的士經營範圍（但新界的士可行駛九肚山麗坪路、馬料水、馬鞍山、沙田馬場、威爾斯親王醫院）的定義下，均屬於香港市區的範圍內。

## 地理
沙田新市鎮主要位於沙田海的填海地，包括沙田市中心、瀝源邨、禾輋邨、沙角邨、博康邨、乙明邨、圓洲角、石門、馬鞍山北面等地。紅梅谷、九肚山、小瀝源、馬鞍山南面等是山地，大圍及火炭等地則是由農田開發而來。荃灣新市鎮是在沙田的西面，大埔新市鎮則是在沙田的北方，南面則為九龍群峰。沙田新市鎮最繁榮的地方是沙田市中心。
由於沙田海被填海，原來的城門河被延長，沿填海地上的人工河道出海。

## 歷史

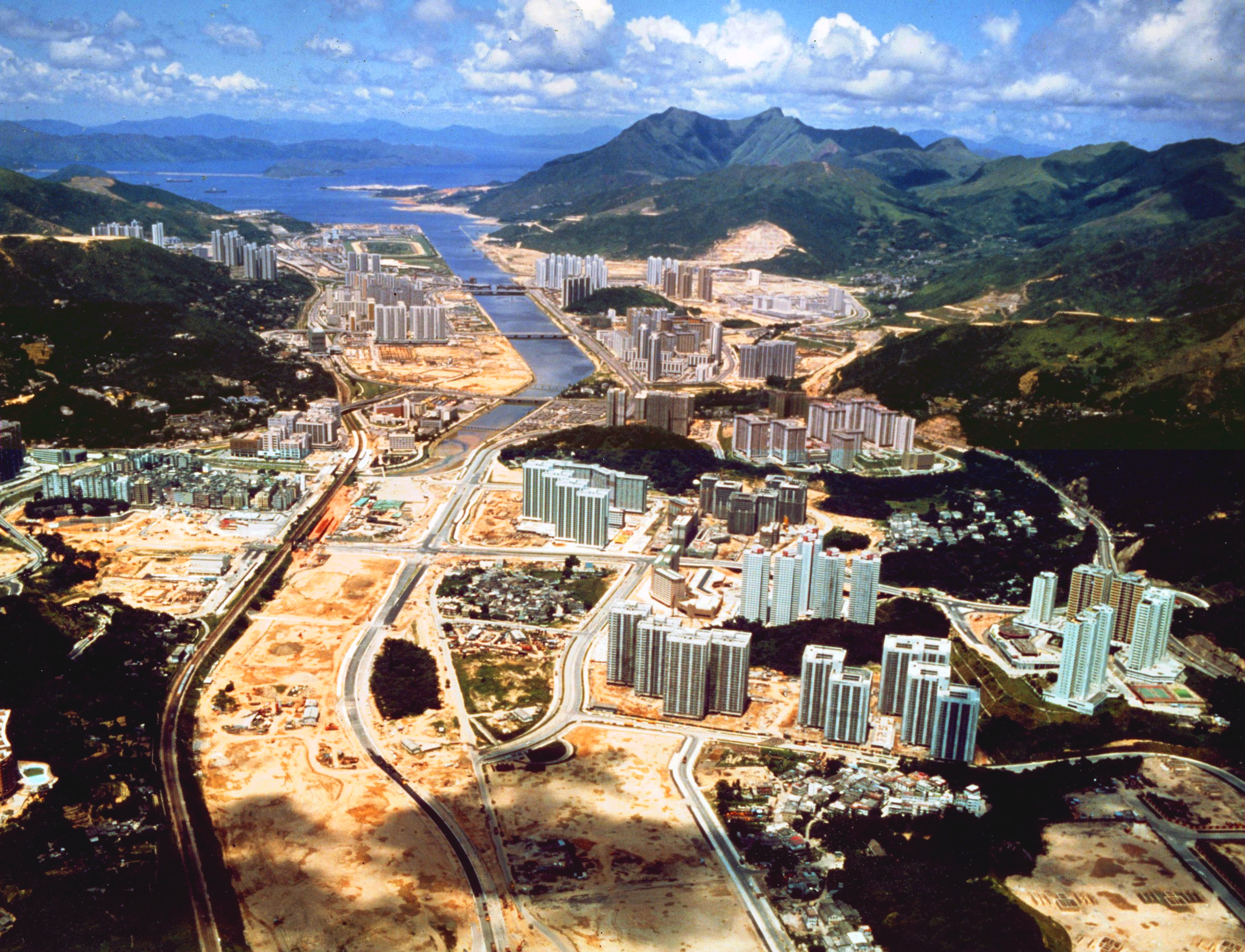
由望夫石鳥瞰的沙田新市鎮歷史舊貌(1983年)

1972年10月當時的港督會同行政局批准一個大型的建屋計劃，旨在於1980年代中期提供足夠房屋，供180萬人居住。按照計劃，這些新建房屋超過一半在新市鎮興建，而沙田、屯門和荃灣正是由政府指定發展的第一代新市鎮。
沙田第一份規劃圖則於1961年由工務司署制定，其後經當時的港督會同行政局批准。根據這份圖則，沙田的人口可達約360,000人，而人口密度最高為每公頃750人。雖然圖則建議把少量土地劃為工業用地，但當時沙田只被視作九龍一個近郊住宅區。

為了紓緩市區的擠逼情況，當局需要在沙田興建大量徙置屋邨。因此當局檢討1961年的圖則，以容許在沙田進行較高密度的住宅和工業發展。經過進一步的規劃和工程研究後，當局制定了一份修正分區計劃大綱草圖。在1965年當時的工務局擬備一個綜合發展計劃，建議在沙田發展一個新市鎮，人口約為100萬。根據這個計劃而擬備的分區計劃大綱草圖最後於1967年獲得通過。於1970年代初，當局擬備一份經修訂的發展計劃草圖，把沙田發展完成時的人口定為50萬人。沙田於1970年代初期開始大規模填海，人口不斷增加。

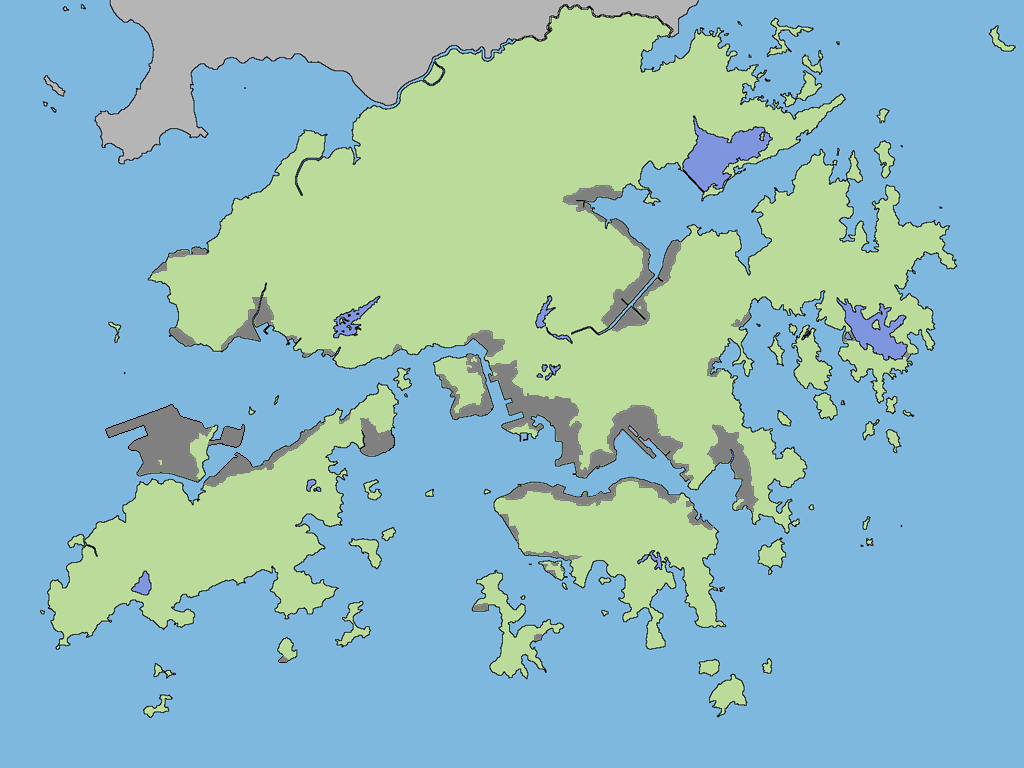
沙田新市鎮絕大部份土地皆由沙田海填海得來

1979年政府批准發展馬鞍山，作為沙田新市鎮的擴展部分。1983年馬鞍山運輸研究獲得通過。該項研究建議，沙田及馬鞍山的整體人口界限共704,000人，而馬鞍山的人口界限為15萬人。1986年馬鞍山發展檢討完成後，當局批准該次檢討的建議，同意沙田新市鎮的人口總數應以750,000人為限。1991年3月22日一份為馬鞍山而擬備的分區計劃大綱圖首次於憲報公布。沙田及馬鞍山的分區計劃大綱圖曾經數次修訂，以納入最新的建議，而住宅、鄉村式發展、商業、工業、休憩用地、政府、機構或社區、綠化地帶和其他指定用途等主要的土地用途，以及運輸系統已納入上述分區計劃大綱圖內。

## 規劃概念

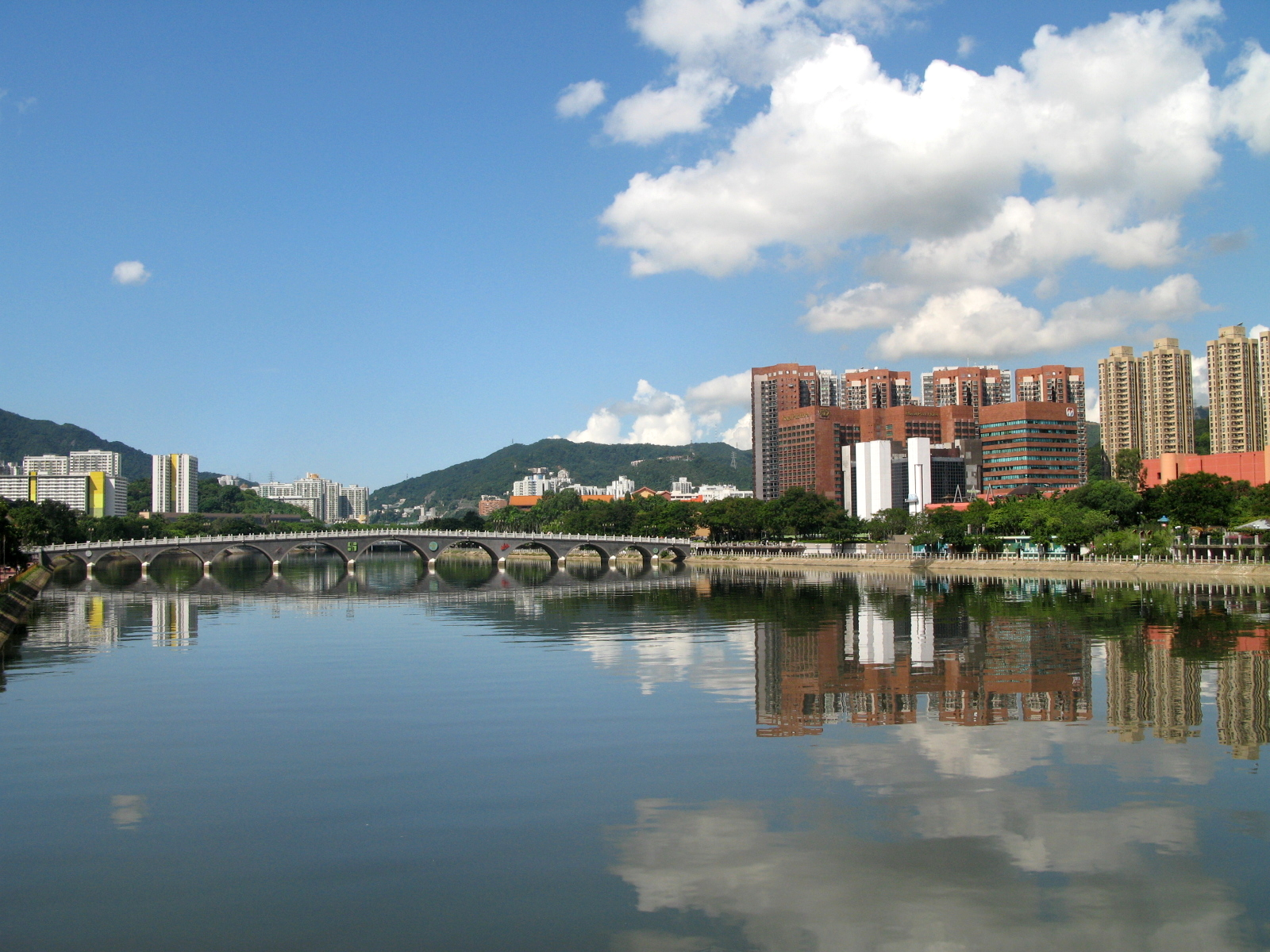
沙田城門河及瀝源橋

沙田新市鎮屬帶型發展，以城門河的天然河谷一帶為重心，發展一個均衡和自給自足的社區，使區內居民可以在一個舒適愉快的環境中工作、休憩、成長和學習。新市鎮的規劃大部分受到地形和鐵路線的限制，在規劃不同的土地用途時，當局考慮把河谷及填海區劃作較高密度的住宅和工業用途，而地勢較高的地方則劃作較低密度的住宅用途。

## 人口及房屋組合

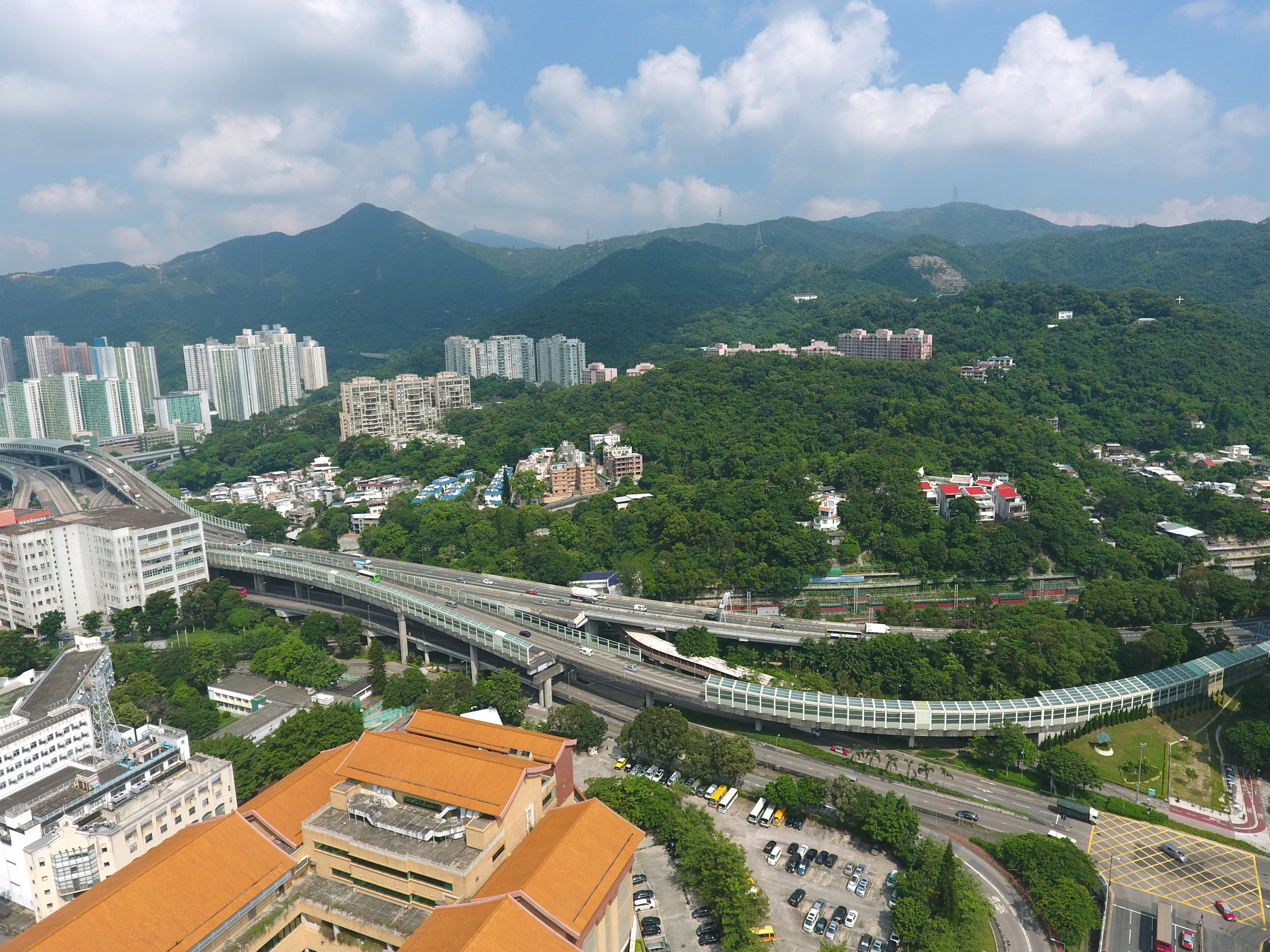
銅鑼灣山以中低密度住宅為主

沙田區內房屋種類眾多有100，000個屋，適合不同收入水平和要求的人士居住。在全面發展後，新市鎮的公共租住房屋、資助出售房屋、私人永久性房屋（包括鄉村房屋）、其他私人臨時房屋及非住宅用房屋的整體房屋組合比率將會是 27：34：36：3。2021年，沙田新市鎮人口為487,724人；馬鞍山新市鎮人口為210,356人，合計698,080人。

## 社區設施
根據《香港規劃標準與準則》，在新市鎮內預留足夠土地，發展教育、社區和康樂設施，為居民服務。
新市鎮的專上院校包括香港中文大學、香港恒生大學、香港伍倫貢學院和香港專業教育學院（沙田分校）。香港體育學院則提供另一類型的專上教育。
威爾斯親王醫院於1982年正式啟用，是一家分區醫院。其他的輔助醫院服務則由位於亞公角的沙田醫院和沙田慈氏護養院（補助醫院）提供。沙田另外有一間私人醫院（仁安醫院）。新市鎮亦設有四間普通科診療所/健康中心，為區內居民服務。

## 康樂及休憩用地
城門河是沙田休憩用地的中樞，兩岸設有公園、長廊、單車徑和其他康樂設施。佔地九公頃的沙田公園，則是休憩用地的中心。馬鞍山烏溪沙西面海旁的休憩用地已發展為馬鞍山公園。當局亦興建了一條附設單車徑的海濱長廊，由南面的大水坑通往北面的馬鞍山公園。
當局亦已規劃及提供康樂設施，這些設施如沙田運動場，多是位於城門河兩岸的。烏溪沙青年新村是馬鞍山著名的康樂區之一。新市鎮多個地點均設有游泳池場館、網球場、壁球場和室內康樂中心，供居民使用。

## 市中心
港鐵東鐵綫沙田站附近一帶已發展為沙田市中心，作為舊墟鎮的擴展區。這處亦為新市鎮提供一個購物中心和主要的公共交通交匯處。文娛館與商業樓宇及沙田車站相連，是沙田市中心的焦點。文娛館提供全面的設施，包括圖書館和大會堂。沙田法院位於文娛館旁。沙田公園位於文娛館與城門河之間，是市中心的一項主要發展。沙田公園是城門河兩岸休憩用地的中心。市中心亦設有商店、辦公室、電影院和其他商業及康樂設施。

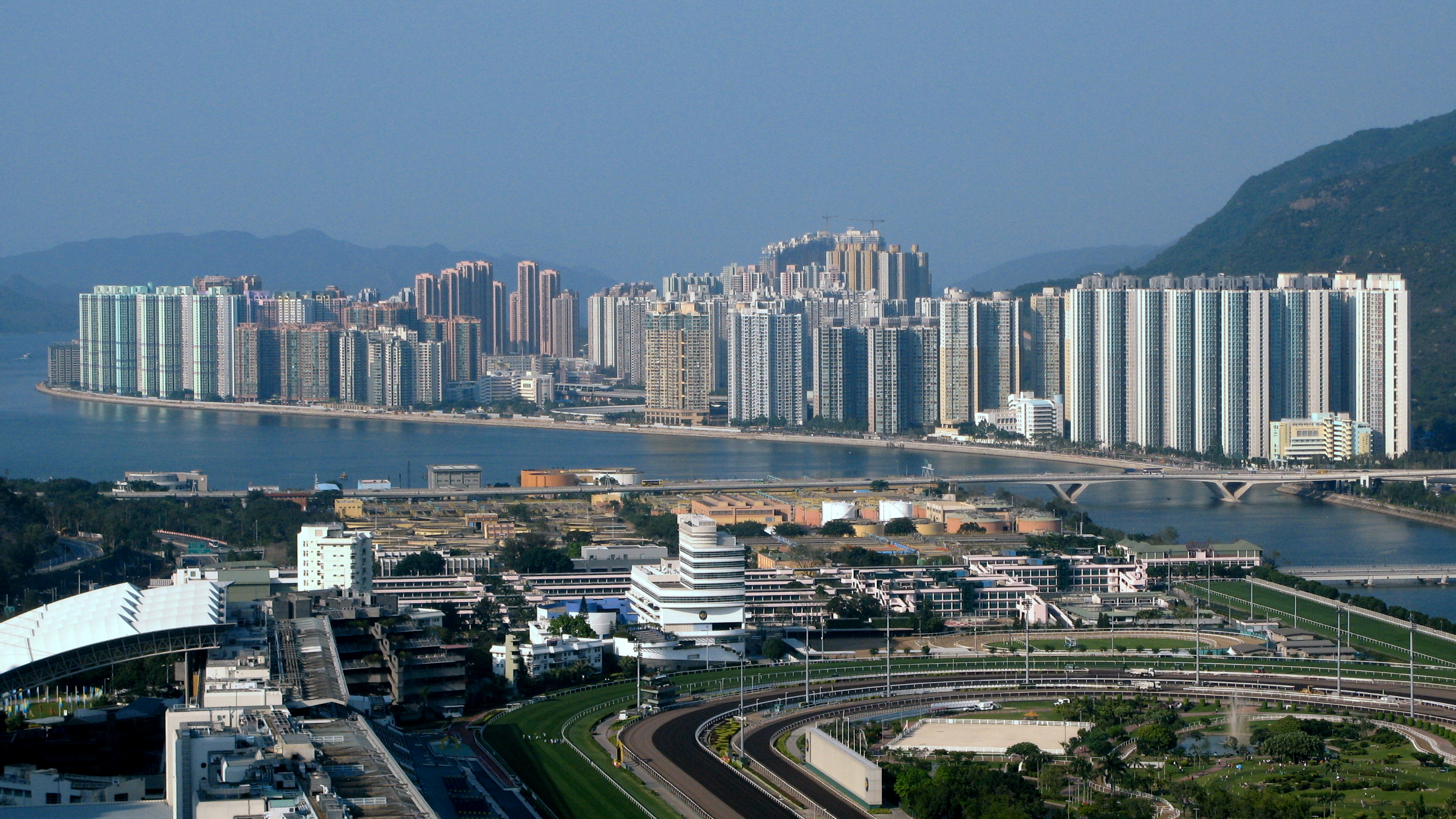
馬鞍山新市鎮

馬鞍山的市中心包括一個商業中心區，為住宅發展所圍繞，外層為政府及社區設施用地、馬鞍山公園和吐露港長廊。

## 工業

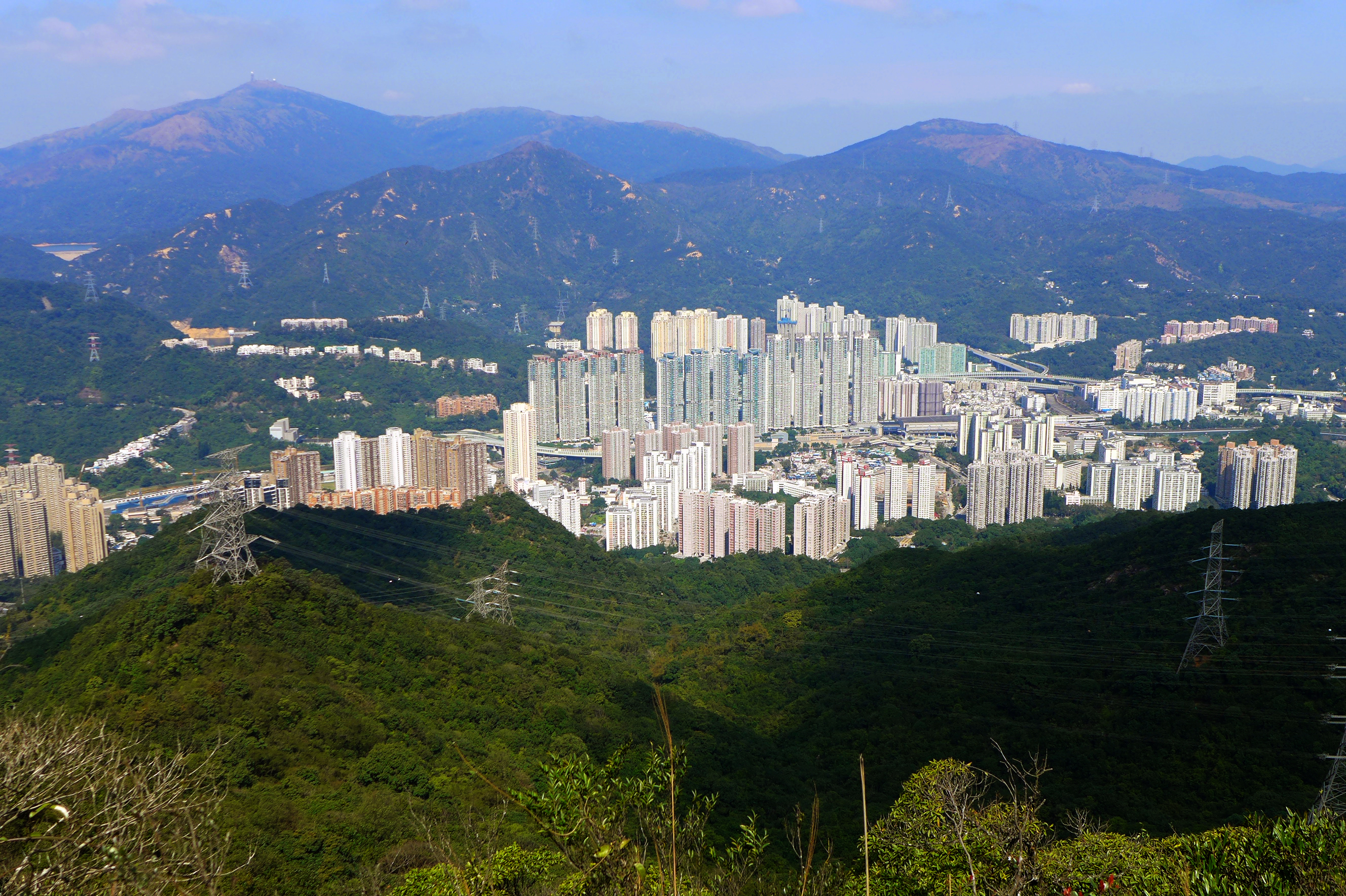
大圍

工業分布於四個主要地區，即大圍、火炭、石門及圓洲角。當局並為這些工業區提供方便的交通設施，多以快速公路連接主要幹線，減少對市民的影響。沙田新市鎮的工業以製造業、貨倉和貯物為主。
而在石門工業區附近，曾經在1960年代中至1995年間，設立女婆山石礦場，是沙田區唯一一個曾經存在的石礦場。

## 運輸

### 公路、隧道及道路

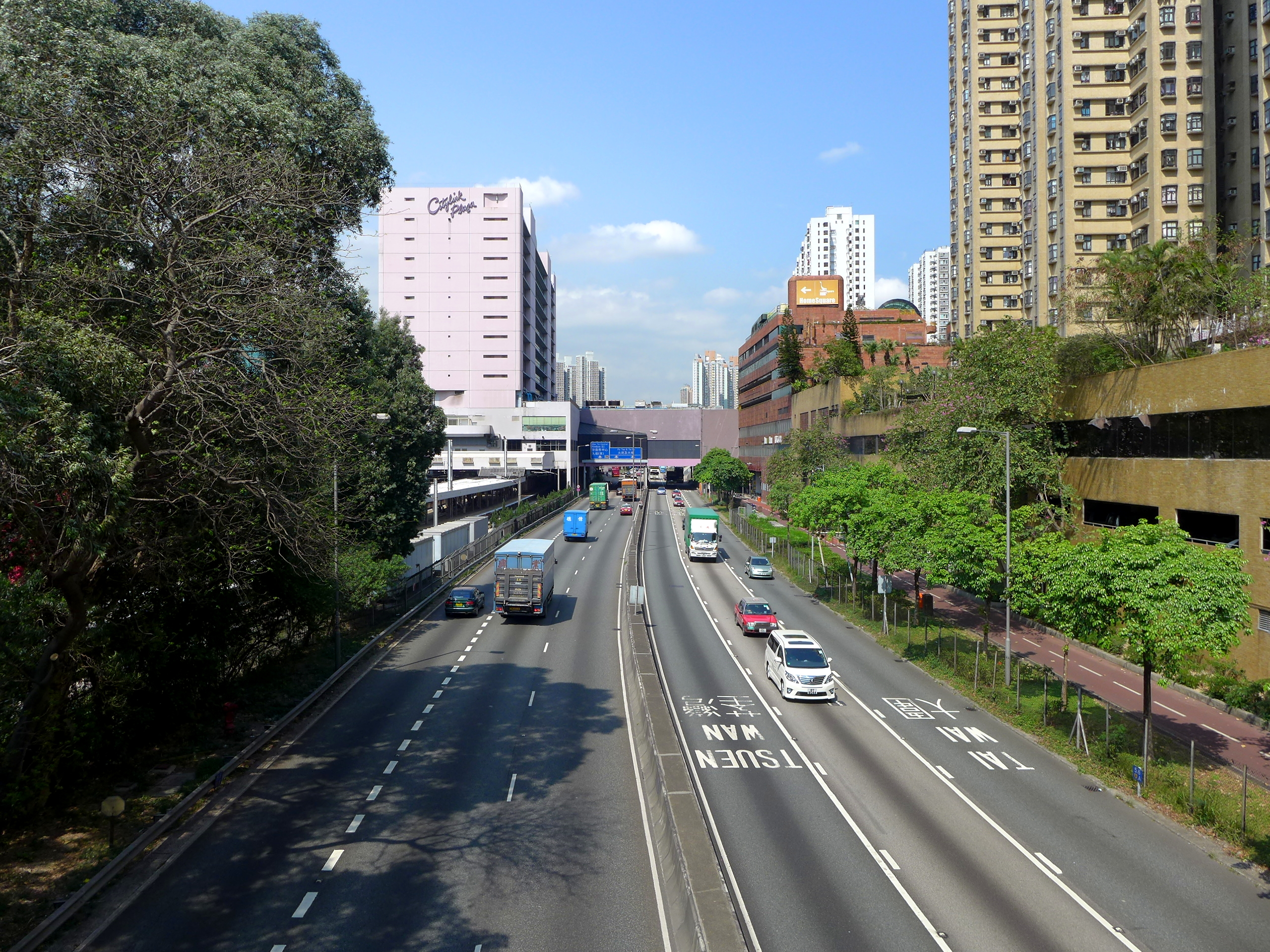
大埔公路－沙田段

新市鎮發展初期，連接沙田與九龍的道路交通主要依賴獅子山隧道和大埔公路。1978年獅子山隧道擴闊成雙線雙程的隧道。吐露港公路於1985年9月通車，聯同沙田路和大埔公路組成了一個高速公路系統，把新市鎮與大埔連接起來。大老山公路亦把馬鞍山與吐露港公路連接起來及大老山隧道快捷前往東九龍。西沙公路於1988年10月通車，提供了一條連接沙田與西貢的道路。城門隧道於1990年4月通車，將新界東與新界西道路連接起來。連接九龍西部的8號幹線長沙灣至沙田段，以及在沙田新市鎮內接駁8號幹線的T3號公路(青沙公路)於2008年3月完成。

### 公共交通

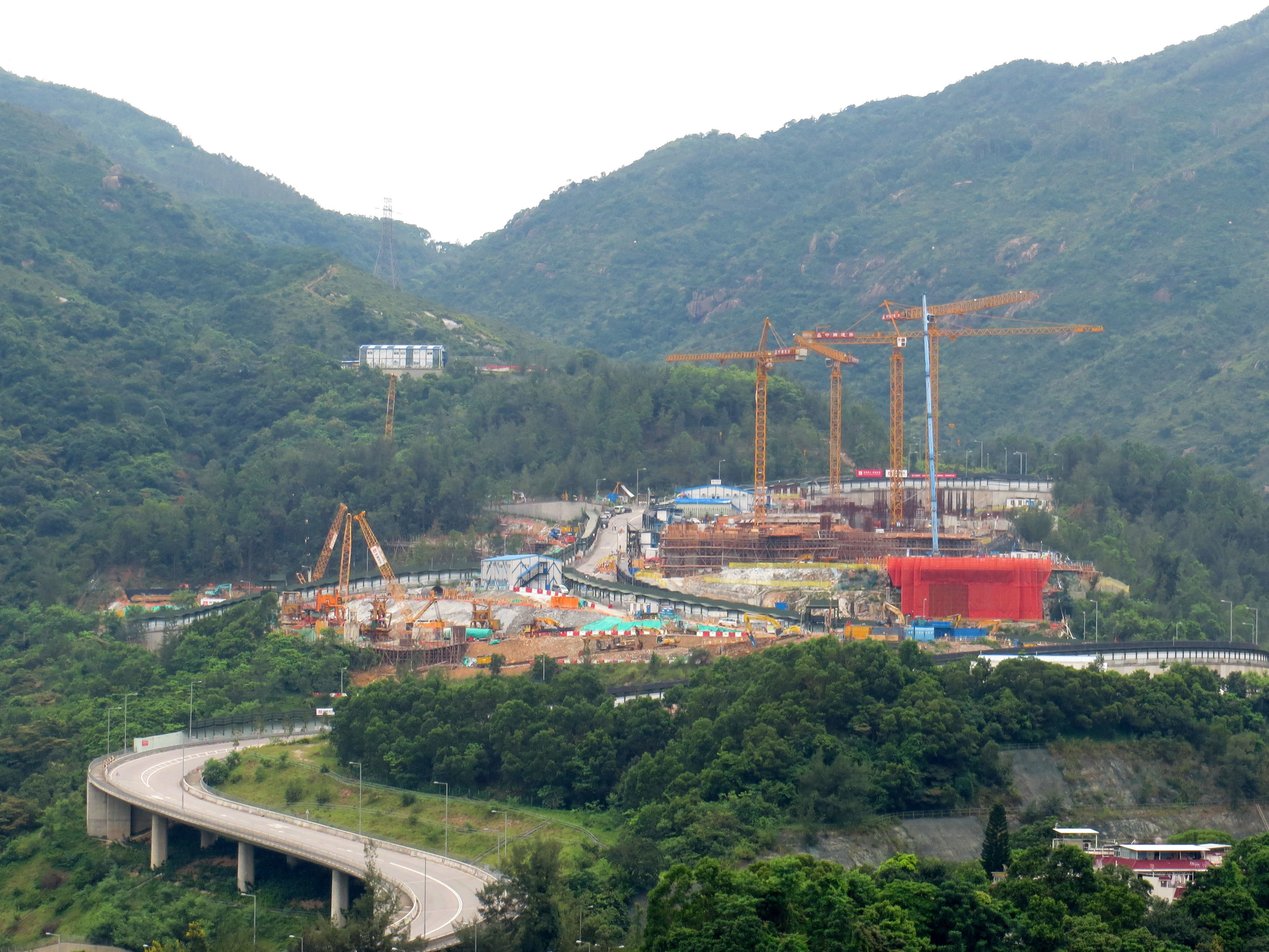
興建中的水泉澳公屋，左前方道路為多石街。（攝於2012年8月）

沙田新市鎮設有多條巴士路線，由各個人口聚點直通都會區，亦有部分巴士路線由這些人口聚點接駁火車站。除巴士服務外，亦有綠色專線小巴行走人口較少的住宅區。除沙田馬場、大圍、大埔公路、沙田路、獅子山隧道公路及獅子山郊野隧道外，沙田新市鎮均禁止紅色小巴行駛。另外，新界的士亦不能在香港中文大學以外沙田新市鎮區域載客。

### 九廣鐵路（港鐵）

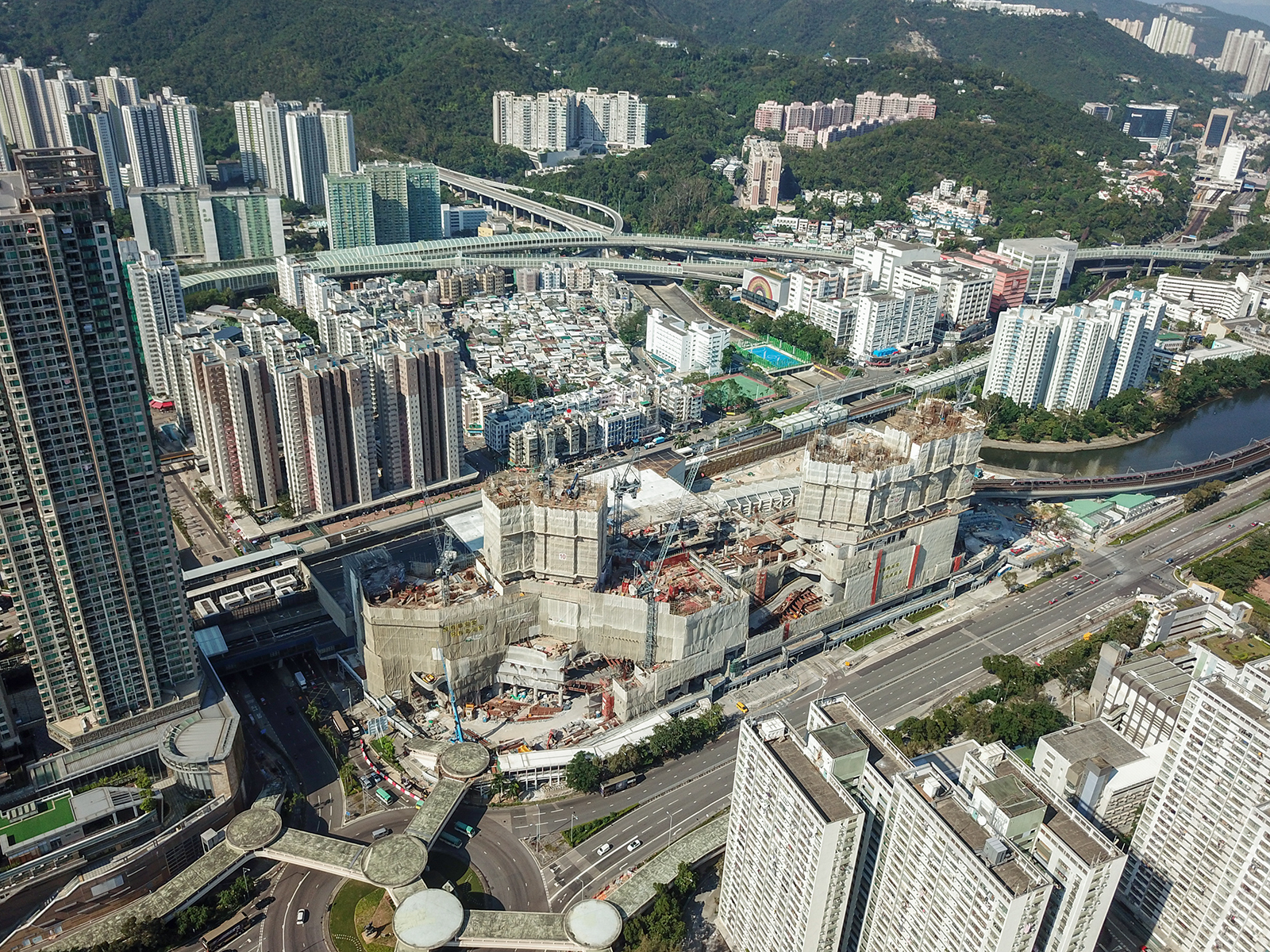
興建中的大圍站上蓋（攝於2018年10月）

九廣鐵路（營運已與香港地鐵合併為港鐵）對於新市鎮的發展至為重要。新市鎮共有五個東鐵綫車站，即大圍、沙田、火炭、馬場和大學站。屯馬綫（前稱馬鞍山鐵路（兩鐵合併前）/綫（兩鐵合併後））顯徑至烏溪沙均位於沙田區內，連接啟德及馬鞍山烏溪沙（利安邨東北面），全長約17公里，全程共有十二個車站及一個維修中心，這條鐵路於大圍站及鑽石山站設有轉車設施，連接現有的東鐵綫及觀塘綫車站。

## 未來發展
白石從前用作難民羈留中心，坐落於馬鞍山市中心以東的策略性位置，是吐露港的陸岬。白石提供了發展康樂設施的機會，現時白石主要為高球場。
位於大圍站上蓋的柏傲莊正興建7幢樓高逾49層的住宅連66.7萬呎商場 圍方，已於2023年落成入伙。
此外，火炭亦正逐步由工業區轉型為住宅區，星凱堤岸、駿洋邨、旭禾苑亦於近年相繼落成入伙，而火炭站旁的用地亦有發展商申請改變土地用途，興建住宅。

## 影視作品、書籍、電視節目
在1980年代曾有不少影視、書籍及歌曲以沙田新市鎮為創作題材，描述沙田新市鎮居民生活環境舒適。
- 《最佳拍檔》（電影，1982年，導演：曾志偉 主演：許冠傑、麥嘉）
- 《城市故事》（電視劇，1986年－1988年）
- 《富貴逼人》（電影，1987年，導演：高志森 主演：董驃、沈殿霞）
- 《花心夢裏人》（電影，1988年，導演：柯星沛 主演：陳勳奇、曾志偉）
- 《富貴再三逼人》（電影，1989年，導演：冼杞然 主演：董驃、沈殿霞）
- 《逆流大叔》（電影，2018年，導演：陳詠燊 主演：吳鎮宇、潘燦良、胡子彤）

## 外部連結
- 土木工程拓展署－沙田新市鎮[永久]
- 規劃署：沙田 （页面存档备份，存于）